# 가라쓰시
가라쓰시(일본어: 唐津市)는 일본 사가현 북서부에 있으며 겐카이나다와 접하는 시이다.
예전에는 히가시마쓰우라군에 속했고 가라쓰번의 성시(조카마치)를 전신으로 하며 사가시에 뒤잇는 인구 규모를 가지는 사가현 제2의 도시이다. 가라쓰만으로 흘러드는 마쓰우라강 하구를 중심으로 시가지가 형성되어 있다. 가라쓰 신사의 가을 축제인 가라쓰쿤치나 특별 명승지인 니지노마쓰바라, 요부코 아침시장 등으로 유명하고 광대한 면적에 다수의 관광 자원이 있다. 현청이 있는 사가 도시권과는 역사적·문화적 관점에서 관계가 약하고 비교적 후쿠오카 도시권과의 관계가 강하다. 2005년에 주변의 히가시마쓰우라군 요부코정, 진제이정, 히젠정, 오치정, 규라기정, 하마타마정, 기타하타촌과 합병(신설 합병)해 새로운 가라쓰시가 되었다. 또 2006년에 나나야마촌을 편입했다.
경제권인 가라쓰 도시권은 가라쓰시 및 겐카이정의 인구 약 13만 명을 포함하고 대부분을 가라쓰시가 차지하지만 주변의 후쿠오카 도시권, 사가 도시권 방면으로 통근·통학하는 시민도 많다.

## 지리

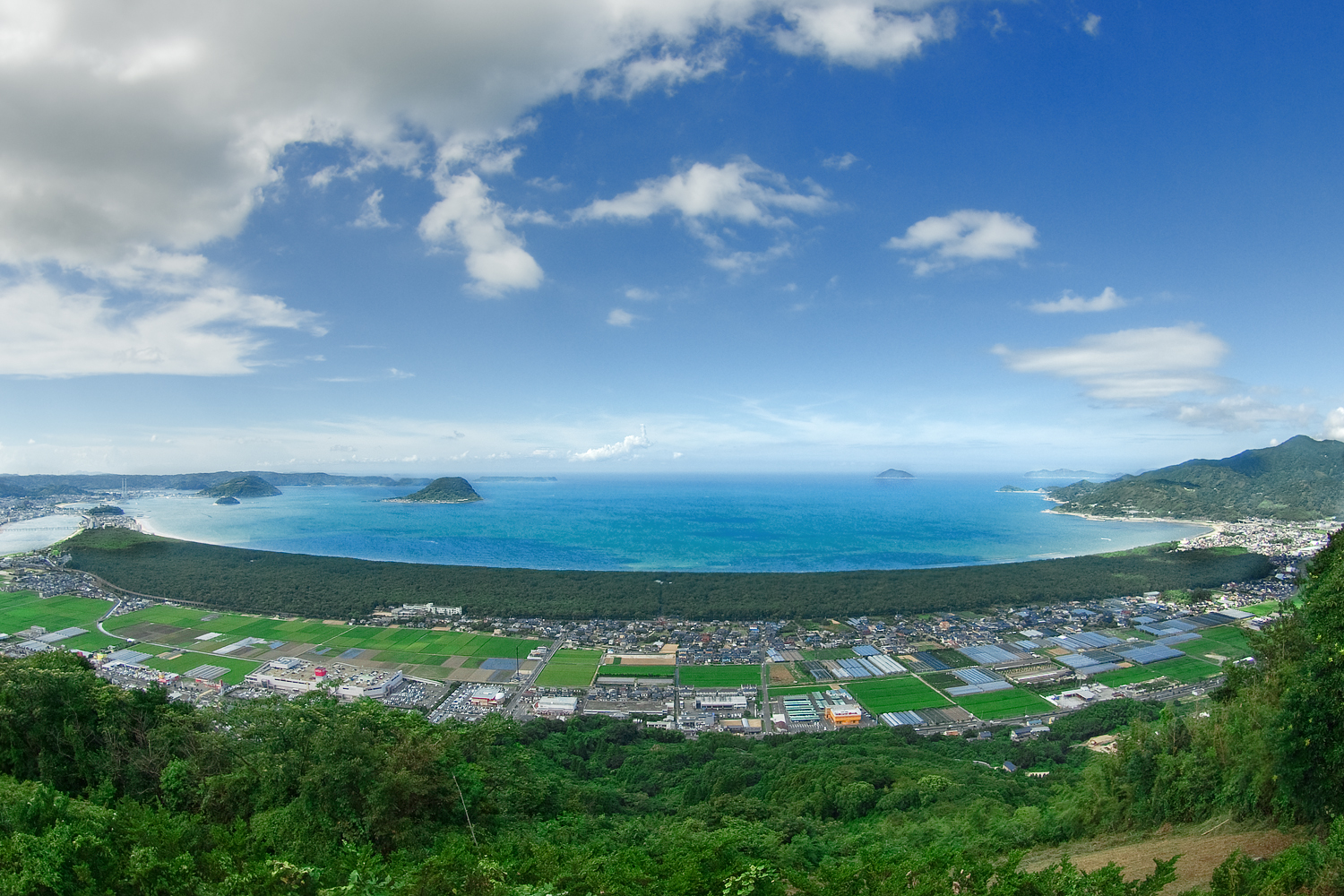
니지노마쓰바라

가라쓰 평야와 우와바로 불리는 구릉성 현무암 대지로 되어 있고 동쪽은 세후리 산지, 서쪽은 이마리만, 남쪽은 기시마 산지, 북쪽은 겐카이나다(가라쓰만)와 접한다. 또 북서부 해안은 리아스식 해안으로 히가시마쓰우라 반도 주변은 예로부터 중국이나 한반도 방면의 해상 교통 요충지로 번창했고 반도 북단부의 나고야에는 도요토미 히데요시가 조선 출병 시에 거점으로 축성한 나고야성이 있다.
초대 가라쓰번주였던 데라자와 히로타카가 방풍 방사 목적으로 가라쓰만의 사구에 심은 소나무 숲은 니지노마쓰바라로 불리며 명승지이자 가라쓰의 상징으로 사랑받고 있다. 가가미산의 전망대에서는 니지노마쓰바라 및 가라쓰 시가지를 내려다 볼 수 있다. 또 마쓰우라강 하구에 쑥 내민 형태로 존재하는 미치시마 지구도 특징적인 지형이다. 히가시마쓰우라 반도에서 마쓰우라강 하구 부근 일대는 겐카이 국립공원으로 지정되어 있다.
또한 맑은 날에는 이키섬도 쉽게 바라볼 수 있는데 이키섬은 지리적으로 볼 때 후쿠오카현 후쿠오카시보다는 가라쓰 쪽이 더 가깝기 때문이다.
가라쓰시의 가카라시마는 백제 무령왕이 태어난 곳으로 알려져 있다.

### 기후
태평양측 기후로 분류되는 경우가 많지만 동해측 기후로 분류되기도 한다. 이는 후쿠오카시 등과 같이 지형과 해류가 복잡하게 서로 영향을 주어 여름에는 비가 많이 오는 태평양측 기후의 특징을 보이고 겨울철에는 평야에서 강풍이 불어 거칠어지는 동해측 기후의 특징도 보이기 때문이다. 태풍의 직접적인 영향이 적기 때문에 연간 최대 풍속은 8~12m/s 정도이고 태풍의 영향보다는 겨울에 겐카이나다에서 불어 오는 강풍의 영향이 크다. 연평균 기온 15℃, 연 강수량 1992mm, 연 일조 시간 1783.9시간, 평균 풍속 2.1m/s이다(1979~2000년의 통계).
| 가라쓰시의 기후                                              | 가라쓰시의 기후 | 가라쓰시의 기후 | 가라쓰시의 기후 | 가라쓰시의 기후 | 가라쓰시의 기후 | 가라쓰시의 기후 | 가라쓰시의 기후 | 가라쓰시의 기후 | 가라쓰시의 기후 | 가라쓰시의 기후 | 가라쓰시의 기후 | 가라쓰시의 기후 | 가라쓰시의 기후 |
| 월                                                           | 1월             | 2월             | 3월             | 4월             | 5월             | 6월             | 7월             | 8월             | 9월             | 10월            | 11월            | 12월            | 연간            |
| ------------------------------------------------------------ | --------------- | --------------- | --------------- | --------------- | --------------- | --------------- | --------------- | --------------- | --------------- | --------------- | --------------- | --------------- | --------------- |
| 역대 최고 기온 °C (°F)                                       | 19.5 (67.1)     | 22.8 (73.0)     | 24.9 (76.8)     | 27.1 (80.8)     | 32.2 (90.0)     | 33.5 (92.3)     | 35.8 (96.4)     | 37.0 (98.6)     | 34.3 (93.7)     | 31.6 (88.9)     | 26.5 (79.7)     | 24.8 (76.6)     | 37.0 (98.6)     |
| 일평균 최고 기온 °C (°F)                                     | 10.0 (50.0)     | 11.2 (52.2)     | 14.8 (58.6)     | 19.1 (66.4)     | 24.0 (75.2)     | 26.0 (78.8)     | 30.2 (86.4)     | 31.7 (89.1)     | 27.4 (81.3)     | 22.8 (73.0)     | 17.8 (64.0)     | 12.0 (53.6)     | 20.6 (69.1)     |
| 일일 평균 기온 °C (°F)                                       | 6.3 (43.3)      | 7.2 (45.0)      | 10.4 (50.7)     | 14.5 (58.1)     | 19.1 (66.4)     | 22.2 (72.0)     | 26.4 (79.5)     | 27.6 (81.7)     | 23.7 (74.7)     | 19.0 (66.2)     | 13.6 (56.5)     | 8.1 (46.6)      | 16.5 (61.7)     |
| 일평균 최저 기온 °C (°F)                                     | 2.7 (36.9)      | 3.3 (37.9)      | 6.3 (43.3)      | 10.2 (50.4)     | 14.7 (58.5)     | 19.3 (66.7)     | 23.6 (74.5)     | 24.4 (75.9)     | 20.7 (69.3)     | 15.5 (59.9)     | 9.5 (49.1)      | 4.5 (40.1)      | 12.9 (55.2)     |
| 역대 최저 기온 °C (°F)                                       | −4.6 (23.7)     | −4.3 (24.3)     | −1.1 (30.0)     | 3.2 (37.8)      | 6.9 (44.4)      | 13.2 (55.8)     | 17.4 (63.3)     | 17.7 (63.9)     | 12.6 (54.7)     | 7.8 (46.0)      | 1.9 (35.4)      | −1.0 (30.2)     | −4.6 (23.7)     |
| 평균 강수량 mm (인치)                                        | 75.4 (2.97)     | 85.4 (3.36)     | 117.0 (4.61)    | 146.3 (5.76)    | 125.5 (4.94)    | 280.0 (11.02)   | 349.0 (13.74)   | 314.1 (12.37)   | 191.3 (7.53)    | 126.7 (4.99)    | 85.7 (3.37)     | 94.6 (3.72)     | 1,979.3 (77.93) |
| 평균 강수일수 (≥ 1.0 mm)                                     | 7.8             | 9.4             | 9.7             | 9.3             | 7.4             | 11.9            | 12.5            | 8.9             | 11.2            | 7.4             | 8.6             | 9.2             | 113.3           |
| 평균 월간 일조시간                                           | 111.2           | 118.0           | 172.0           | 186.8           | 213.4           | 124.2           | 175.2           | 219.7           | 151.4           | 166.7           | 141.3           | 101.5           | 1,890.3         |
| 출처: 일본 기상청 (평년값: 2010년~2020년, 극값: 2010년~현재) |                 |                 |                 |                 |                 |                 |                 |                 |                 |                 |                 |                 |                 |

## 역사

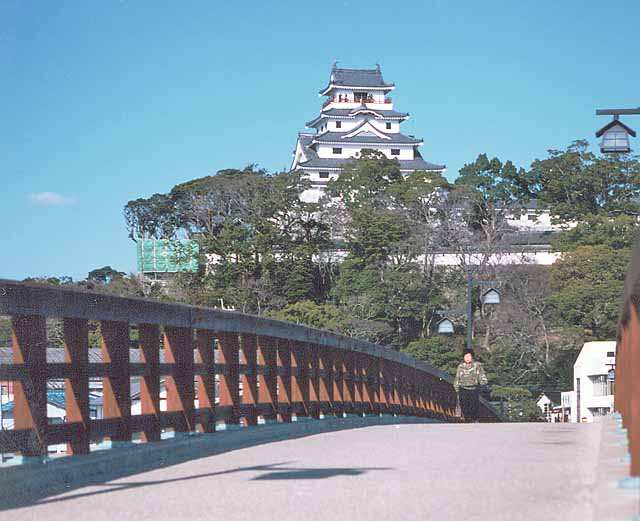
가라쓰성

가라쓰시는 과거 율령제 하에서 히젠국의 일부였고, 1591년에 북부 해안(구 진제이정)에 나고야성(히젠 나고야성)이 축성되었다. 이듬해에 이곳은 도요토미 히데요시에 의해 임진왜란 당시 일본군의 출병 장소가 되었다. 1593년 중반에 데라자와 히로타카가 가라쓰번을 성립해 이곳을 통치하기 시작했다. 1602년에 나고야성은 가라쓰성으로 대체되었다.
- 1889년 4월 1일 - 정촌제 시행으로 히가시마쓰우라군 가라쓰정이 성립하였다.
- 1924년 1월 1일 - 미쓰시마촌을 편입하였다.
- 1931년 2월 1일 - 가라쓰촌을 편입하였다.
- 1932년 1월 1일 - 시로 승격해 가라쓰시가 되었다.
- 1941년 11월 3일 - 사시정을 편입하였다.
- 1954년 11월 1일 - 가가미촌·구리촌·오니즈카촌·미나토촌을 편입하였다.
- 2005년 1월 1일 - 가라쓰시와 히가시마쓰우라군 하마타마정·규라기정·오치정·기타하타촌·히젠정·진제이정·요부코정이 합병(신설 합병)해 새로운 가라쓰시가 되었다.
- 2006년 1월 1일 - 나나야마촌을 편입하였다.

## 교통

### 철도
- 규슈 여객철도
  - 가라쓰선
  - 지쿠히선

### 도로
- 니시큐슈 자동차도
- 국도 202호선
- 국도 203호선
- 국도 204호선
- 국도 323호선
- 국도 382호선

## 문화
예로부터 대륙과의 교역 거점이었던 마쓰우라 지방에서는 많은 역사적인 사건이 일어나 다채로운 문화가 발달했다. 특히 16세기 말에 마쓰우라강 하구 부근에 성립한 성시(조카마치) 가라쓰에서는 상업이 발달해 활기가 넘치는 풍부한 상인 문화가 발달했다.

## 출신 인물
- 다시로 마사시(배우, 예술가)
- 미야자키 도시로(야구 선수)

## 자매 도시
- 일본 구마모토현 아마쿠사군 레이호쿠정(1994년 10월 29일)
- 중국 장쑤성 양저우시(1982년 2월 22일)
- 대한민국 전라남도 여수시(1982년 3월 5일)
- 대한민국 제주특별자치도 서귀포시(1994년 9월 14일)

## 기타
가라쓰시는 한자로 대한민국 충청남도에 있는 도시인 당진시와 같다. 그래서 가라쓰시는 당진시와 마찬가지로 '唐津市'라고 쓴다.